# Polyphon
Pour les articles homonymes, voir Polyphon (homonymie).
Polyphon est une société de production de télévision allemande. Elle a notamment produit la série télévisée Alerte Cobra de 1996 à 1998.